# 만차노
만차노(이탈리아어: Manciano)는 이탈리아 토스카나주 그로세토도에 있는 코무네다. 피틸리아노에서 남서쪽 18km, 오르베텔로에서 40km 거리에 있다.

## 역사와 관광지

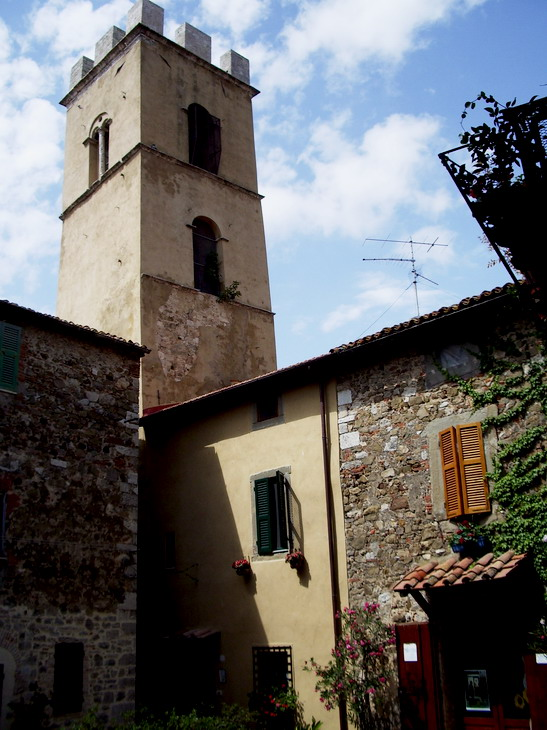
성 로렌초 탑

만차노는 한때 알베냐와 피오라 계곡 지대의 상당히 중요했던 상업 도시였고 12세기에는 요새를 갖췄다는 기록도 있다. 1419년부터 1455년까지 시에나 공화국에게 잠시 점령되기도 했으며 1424년에 주변에 인상적인 요새를 지었다.
만차노에서 가장 핵심 지역은 옛 에트루리아 시대의 마을인 사투르니아로 중세 시대의 성벽과 로마 시대의 도로가 남아 있다. 로마 시대에서부터 사용된 것으로 전해지는 온천으로 유명하며 현재까지 사용하고 있다.

## 같이 보기
- 사투르니아
- 사투르니아 온천
- 피에트로 알디